# Julia Weldon
Julia Weldon (22 aprile 1983) è un'attrice e cantante statunitense.
Laureatasi al Vassar College con specializzazione in Filosofia, è attiva come cantante specialmente nel genere pop.
Come attrice ha lavorato dal 1995 al 1998 per poi prendere una pausa fino al 2005; tra i film da lei interpretati, vi è Prima e dopo in cui interpreta la figlia di Meryl Streep e Liam Neeson.

## Filmografia
- Parallel Sons, regia di John G. Young (1995)
- Prima e dopo (1996)
- Law & Order (1998)
- Law & Order: Special Victims Unit (2005)
- Prom King, 2010 (2017)
- High Maintenance (2018)